# Brasão da cidade de Buenos Aires

Brasão da Cidade de Buenos Aires

O Brasão da Cidade de Buenos Aires é o escudo oficial que utilizam as diferentes áreas e dependências do Governo da Cidade de Buenos Aires.

## História
O 20 de outubro de 1580 o Cabildo da Cidade da Trindade e porto de Buen Ayre aprovou um brasão de armas que foi enviado à Corte para sua aprovação. O brasão adotado por Juan de Garay e o Cabildo estabelecia uma águia com quatro milhafres, mas foi desenhado de forma "contornada", ou seja, mirando a direita do observador, o que significava ilegitimidade. Segundo as regras da heráldica os animais devem mirar sempre à esquerda do observador, o que significa legitimidade. Outro erro reside no fato que a coroa era real (símbolo unicamente da mais alta nobreza). Apesar do presumível desgosto dos heraldistas o brasão foi finalmente aprovado em 20 de setembro de 1596, quando o fundador Garay havia sido morto nas mãos dos aborígenes em 1583. Como outras pessoas apontariam o erro, o brasão quase não foi usado e caiu em desuso.
Brasão oficial do município da cidade de Buenos Aires, enquanto Capital Federal, foi e é o oval. Este brasão da cidade é muito figurativo, ou seja, com poucas estilizações e bastante realista no que neste é representado. Tal brasão oval se divide em dois campos iguais, o inferior de cor verde, figurativamente não corresponde falar aqui de 'sinople', representa o Rio da Prata, que se reconhece pela presença de pequenas ondas desenhadas, e nas pintadas águas se observa uma âncora. No campo superior é representado o céu de cor azul celeste (tampouco corresponde falar aqui de "lazuli"), no centro se observam duas caravelas (ou, mais exatamente, dois navios do s. XVI) com suas proas para a esquerda, ou a partir da perspectiva do observador, a direção complementar. O motivo das proas se dirigirem em tal sentido sugere o engolfamento até o interior do país. Na parte superior deste brasão se encontra uma pomba branca ornada por raios dourados; a pomba branca indica, já que inicialmente se encontrava acompanhada por um triângulo equilátero, o nome inicial da cidade fundada por Juan de Garay: "Cidade da Santíssima Trindade"…"e Porto de Santa Maria de Buen Ayre".
Em 1997, com um concurso, se criou un logo para a cidade baseado no brasão. Inicialmente houve muita confusão posto que por um erro se falou de brasão, mas logo fontes oficiais se encarregaram de esclarecer que era só um logo e o escudo da cidade permaneceria idêntico. O logo é uma versão abstrata e estilizada do brasão, bicromática (figuras claras e fundos escuros), com os dois navíos sintetizados em uma única silhueta clara, e a pomba simplificada em uma figura triangular também clara.